# Siedziba hrabstwa

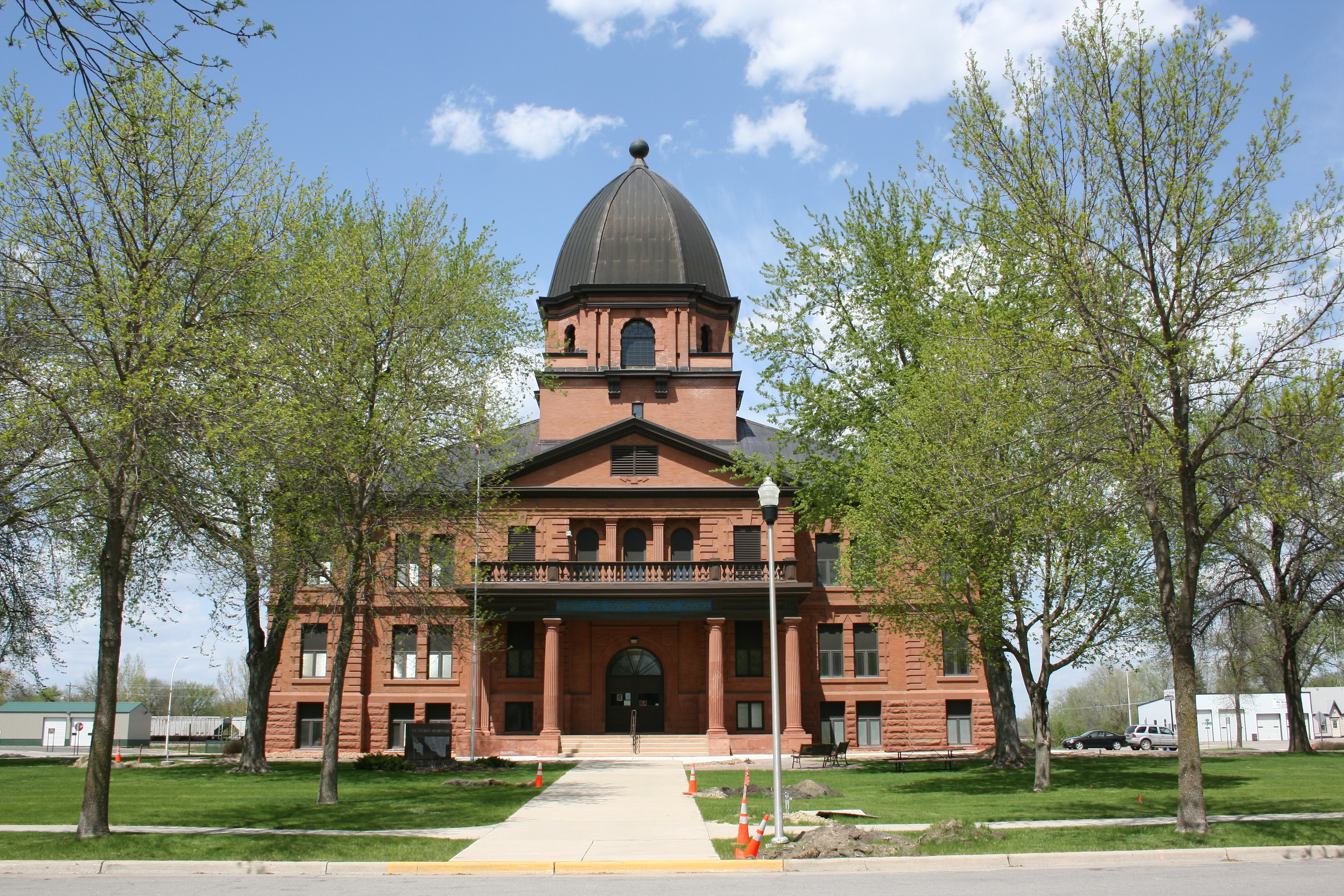
W wiele siedzib hrabst w swoim budynku posiada również budynek sądu

Siedziba hrabstwa w Stanach Zjednoczonych, pełni funkcje urzędu administracyjnego lub siedziby rządu w hrabstwie albo parafii cywilnej. Pojęcie to również odnosi się głównie odnosi się do tego kraju, lecz w Zjednoczonym Królestwie i Irlandii pełnią podobną funkcje pełnią stolice hrabstwa.

## Funkcje
Funkcje hrabstwa w Stanach Zjednoczonych funkcjonują podobnie do tych w Zjednoczonym Królestwie oraz Kanadzie, pełniąc rolę jednostki administracyjnej stanu. Nie mają możliwości stanowienia prawa, ale zakresie stanowienia i egzekwowania prawa lokalnego taką władzę posiadają. Jako część decentralizacji władzy stanowej.Hrabstwa administrują prawem stanowym lub lokalnym, na najniższym szczeblu W wielu stanach, lokalny rząd jest jeszcze bardziej rozdrobniony poprzez podział na gminy, zapewniając im dostęp do usług rządowych dla obywateli nie mieszkających w miastach.
Siedziba Hrabstwa jest zwykle, lecz nie zawsze miastem wydzielonym. Wyjątki dotyczą hrabstw, które nie mają miast wydzielonych w swoich granicach. Przykładami mogą być Hrabstwo Arlington w Wirginii i Hrabstwo Howard w Maryland. (Ellicott City, będące siedzibą Hrabstwa Howard jest największym miastem w Stanach Zjednoczonych niebędącym miastem wydzielonym na drugim miejscu natomiast jest Twoson, które jest siedzibą hrabstwa Baltimore.) Sąd Hrabstwa oraz jego organy administracyjne, są zwykle zlokalizowane w budynku siedziby, ale niektóre inne funkcje spełniane przez siedzibę, mogą być prowadzone w innych częściach hrabstwa. Dzieje się tak w przypadku bardzo dużych obszarów.

## Hrabstwa w Stanach Zjednoczonych posiadające więcej niż jedną siedzibę
Większość hrabstw posiada tylko jedną siedzibę, jednakże niektóre hrabstwa w: Alabamie, Arkansas, Iowie, Kentucky, Massachusetts, Missisipi, Missouri, New Hampshire oraz Vermoncie posiadają dwie lub więcej siedziby, zwykle położone na przeciwległych stronach hrabstwa. Przykładem jest Hrabstwo Harrison w Missisipi które posiada zarówno Biloxi, jak i Gulfport jako swoją siedzibę. Zjawisko wielu siedzib wywodzi się z czasów, kiedy podróżowanie zajmowało dużo czasu. Pojawiały się próby zniesienia systemu dwu-siedzibowego, głównie dlatego, że siedziba jest powodem do dumy oraz źródłem pracy dla miast w których się znajdują.
W Stanach Zjednoczonych znajdują się 32 hrabstwa w 9 stanach z wieloma siedzibami:
Hrabstwo Coffee w Alabamie
Hrabstwo St. Clair w Alabamie
Hrabstwo Arkansas w Arkansas
Hrabstwo Carroll w Arkansas
Hrabstwo Clay w Arkansas
Hrabstwo Craighead w Arkansas
Hrabstwo Franklin w Arkansas
Hrabstwo Logan w Arkansas
Hrabstwo Mississippi w Arkansas
Hrabstwo Prairie w Arkansas
Hrabstwo Sebastian w Arkansas
Hrabstwo Yell w Arkansas
Hrabstwo Lee w Arkansas
Hrabstwo Campbell w Kentucky
Hrabstwo Kenton w Kentucky
Hrabstwo Essex w Massachusetts
Hrabstwo Middlesex w Massachusetts
Hrabstwo Plymouth w Massachusetts
Hrabstwo Bolivar w Missisipi
Hrabstwo Carroll w Missisipi
Hrabstwo Chickasaw w Missisipi
Hrabstwo Harrison w Missisipi
Hrabstwo Hinds w Missisipi
Hrabstwo Jasper w Missisipi
Hrabstwo Jones w Missisipi
Hrabstwo Panola w Missisipi
Hrabstwo Tallahatchie w Missisipi
Hrabstwo Yalobusha w Hrabstwo
Hrabstwo Hillsborough w New Hampshire
Hrabstwo Bennington w Vermont

## Inne możliwości
W Nowej Anglii to miasto, a nie hrabstwo jest główną jednostką podziału lokalnego rządu. Historycznie, hrabstwa w tym regionie służyły jako jednostki podziału stanowego systemu sądowniczego. Connecticut od 1960 oraz Rhode Island nie posiadają instytucji hrabstwa, a więc również ich siedzib. W Vermoncie rząd hrabstwa składa się tylko władzy sądowniczej oraz instytucji szeryfa (jako funkcjonariusza sądu). Obie instytucje zlokalizowane są w mieście z siedzibą hrabstwa. Hrabstwo Bennington natomiast posiada dwie siedziby. Manchester jako północna część i Bennington jako południowa. Sąd oraz szeryf znajdują się w Bennington. W Massachusetts większość, miasta spełniają większość funkcji które powinno spełniać hrabstwo (nie ma tam miast wydzielonych, dlatego każdy obszar to obszar należący do miasta). Tak więc, Massachusetts rozwiązało wiele rządów na szczeblu hrabstwa, a rząd stanowy prowadzi biuro szeryfa oraz funkcjonuje tam na zasadach hrabstwa.
Virginii, siedzibą hrabstwa może zostać niezależne miasto otoczone hrabstwem, które nie jest jego częścią. Na przykład miasto Fairfax jest siedzibą hrabstwa Fairfax, które samo w sobie jest niezależne. Dwa hrabstwa w Dakocie Południowej Shannon i Todd mają swoje siedziby i usługi rządowe w sąsiednich hrabstwach. Ich funkcje na szczeblu hrabstwa są pełnione odpowiednio przez Hrabstwa Fall River i Hrabstwo Tripp.

### Kanada
W kanadyjskiej prowincji Nowy Brunszwik określenie „shire town” jest używane jako określenie na miasto z siedzibą hrabstwa.